# کریستیانو (بازیکن فوتبال)
کریستیانو دا سیلوا لیت (انگلیسی: Cristiano da Silva Leite؛ زادهٔ ۲۹ اوت ۱۹۹۳) بازیکن فوتبال اهل برزیل است.
از باشگاه‌هایی که در آن بازی کرده‌است می‌توان به باشگاه فوتبال کریسیوما اشاره کرد.